# سیدیروکاسترو
سیدیروکاسترو (به لاتین: Sidirokastro) یک منطقهٔ مسکونی در یونان است که در Sintiki Municipality واقع شده‌است.